# Jim Garrison
Pour les articles homonymes, voir Carothers et Garrison.
Jim Garrison, né Earling Carothers Garrison le 20 novembre 1921 à Denison dans l’État de l'Iowa, et mort le 21 octobre 1992 à La Nouvelle-Orléans en Louisiane, est un procureur de district (district attorney) américain, connu pour avoir lancé une enquête sur l'assassinat du président John F. Kennedy.
Il est à ce jour le seul magistrat américain à avoir engagé des poursuites sur le meurtre du 35e président des États-Unis. Il est mondialement connu pour avoir lancé une enquête sur l'assassinat de John F. Kennedy aboutissant à des conclusions diamétralement opposées à celles du rapport Warren et mettant en lumière différents éléments ignorés par les autorités fédérales.

## Biographie
Il intègre l'US Army en 1940 et après l'attaque de Pearl Harbor en décembre 1941 est envoyé sur le théâtre européen à partir de l'année 1942. À la fin de la Seconde Guerre mondiale, il intègre la Tulane Law School de La Nouvelle-Orléans.
Diplômé, il intègre ensuite le FBI, au sein duquel il travaille pendant deux ans comme agent spécial sur les villes de Seattle et de Tacoma. En 1954, il retrouve La Nouvelle-Orléans où il devient assistant du District Attorney (procureur),.
Le 3 mars 1962, à l'âge de 40 ans, il est élu procureur de La Nouvelle-Orléans pour son premier mandat,.
Durant la même année, il critique les juges de la cour criminelle qui ont refusé d'adjoindre des fonds pour la lutte contre le crime organisé. Condamné à une amende de 1 000 dollars pour diffamation, il porte son cas devant la Cour Suprême des Etats-Unis qui fait jurisprudence dans le droit de critiquer des décisions officielles.
Il est réélu trois fois à son poste au cours des douze années consécutives suivantes, il poursuivit sa fonction de District Attorney jusqu'en 1974.
Parallèlement, en juin 1971, il est arrêté par les autorités et fut poursuivi à deux reprises par le gouvernement fédéral pour des accusations de fraudes fiscales car il aurait, d'après l'accusation, reçu des revenus de la part d'exploitants de flippers clandestins. Assurant sa défense lui-même, il fut acquitté à deux reprises en 1973 et en 1974.
En 1973, non réélu (à deux mille voix d'écart), Jim Garrison est remplacé au poste de district Attorney de La Nouvelle-Orléans par Joseph Harry Fowler Connick Sr en charge de 1973 à 2003.
Par la suite, il exerce le droit à titre privé pendant quatre ans puis il est élu en 1978 comme juge de la quatrième cour d'appel de Louisiane, poste qu'il exerça jusqu'à la fin de sa carrière,.
Il participe à l'élaboration du film JFK d'Oliver Stone à la suite de l'ouvrage qu'il a écrit à ce sujet en 1988.
Jim Garrison meurt le 21 octobre 1992 des suites d'un cancer, à l'âge de 70 ans.

## Assassinat de John F. Kennedy
Le 22 Novembre 1963, il est informé de l'assassinat du président John F. Kennedy au cours de la matinée.
Il est alerté le même jour par une altercation survenue entre le détective privé Guy Banister, directeur de l'agence de détective privé Banister Inc, et de son premier enquêteur, Jack Martin. Ce dernier violemment molesté par Guy Banister au moyen de la crosse de son revolver au sujet de dossier volés, lui crie alors gravement blessé : "Que vas tu faire ? Tu vas me tuer comme tu as tué Kennedy ?". Emmené par la police au Charity Hospital, Jack Martin déclare alors que Guy Banister a été vu à de nombreuses reprises avec le pilote David Ferrie qu'il accuse d'être allé au Texas pour organiser la fuite des assassins de John F. Kennedy.
Dans un second temps, l'attorney Jim Garrison est informé que Lee Harvey Oswald a séjourné à la Nouvelle Orléans à l'été 1963 en compagnie de David Ferrie. Une carte de bibliothèque au nom de David Ferrie est également retrouvée sur Lee Harvey Oswald lors de son arrestation.
Avec son équipe, il tente alors de localiser ce dernier après avoir perquisitionné son appartement. David Ferrrie est interpellé par les enquêteurs le lundi 25 Novembre 1963. Interrogé sur les évènements, il déclare être parti le 22  Novembre 1963, le jour de l'assassinat à Houston au Texas pour faire du patin à glace. Après enquête, il s'avéra qu'il avait passé son temps dans une cabine téléphonique. Il déclare également ne pas connaître Lee Harvey Oswald.
Au vu des réponses insatisfaisantes, apportées aux différentes questions, David Ferrie est provisoirement incarcéré pour interrogatoire auprès du FBI.
Informé par l'attorney, le FBI demande le transfert de David Ferrie qui est relâché quelque temps plus tard, aucune preuve n'ayant été découverte dans son implication dans l'assassinat. A noter que les rapports d'enquête du FBI le concernant sont classés secrets sur ordre du directeur J. Edgar Hoover. Jamais rendus publics, ils ont été révélés comme portés manquants par les Archives Nationales depuis 1976. De même le FBI nia que la carte de bibliothèque au nom de David Ferrie et retrouvée sur Lee Harvey Oswald le jour de son arrestation, ait jamais existé alors qu'un télex adressé au directeur du FBI signalait son existence.

## «The Smith Case»

### Le démarrage d'une nouvelle enquête
C'est au cours de l'été 1966, à la suite d'une conversation qu'il a eue avec le sénateur Russell Billiu Long (en), fils de Huey Long, déclarant que les enquêteurs de la Commission Warren se sont littéralement trompés, que Jim Garrison reprend l'étude de l'affaire sur l'assassinat. Il reprend en premier lieu l'étude détaillée par une lecture approfondie du rapport d'enquête de la Commission Warren publié en 1964,,.
Il est insatisfait en sa qualité d'homme de droit à la fois sur les éléments proposés, la synthèse et la qualité du travail fourni, déclarant :
" Compte tenu de la qualité des membres de la Commission, je m'attendais à trouver une enquête approfondie et menée professionnellement. Mais il n'en était rien. La masse d'informations semblait désorganisée et confuse. Le nombre de pistes prometteuses mais jamais suivies heurta ma sensibilité d'homme de loi. Et pire encore, les conclusions du rapport semblaient être basées sur une alarmante vision sélective des faits, ignorant le témoignage crédible d'au moins une douzaine de témoins",.
Il entreprend, en secret, une enquête sur l'assassinat du président Kennedy avec son équipe d'investigation, sous le nom de code « The Smith Case ». Il étudie en particulier les relations de Lee Harvey Oswald à La Nouvelle-Orléans au cours de l'été de l'année 1963 ayant précédé l'assassinat du président John F. Kennedy, comme l'ancien pilote David Ferrie déjà interrogé en 1963 et le détective d'extrême droite fondateur de l'agence de détective, Banister Associated Inc, Guy Banister (décédé en juin 1964 d'une attaque cardiaque). Il découvre notamment les lien de l'agence de Guy Banister avec la communauté cubaine anti-castriste et les services de renseignements américains notamment la CIA, dans la lutte contre le régime de Fidel Castro avec les opérations de transport de munitions sur l'axe Dallas, Nouvelle Orléans, Miami.,,.
Fondée en 1947 par le président Harry S. Truman, la CIA avait en effet l'interdiction formelle d'intervenir sur le territoire des Etats-Unis, rôle dévolu au Fédéral Bureau d'Investigation du tout puissant J. Edgar Hoover.
Il se met alors à remonter la filière des agences anti-castristes et commence à construire l'hypothèse d'une implication de la CIA, ou plus exactement d'une partie de ses membres dans l'assassinat du président en connexion avec le crime organisé.

### Révélation publique par la presse
Malgré toutes les précautions prises pour en assurer la confidentialité, l'enquête menée par Jim Garrison et son équipe est révélée au grand public le 17 février 1967, quand la journaliste Rosemary James publia dans le New Orleans States-Item une information selon laquelle le bureau du district attorney avait dépensé plus de 8 000 dollars de fonds publics dans le cadre d'une enquête sur l'assassinat de John F. Kennedy, les notes de frais étant en accès librement consultables,,.
Elle entraine immédiatement un regain d'intérêt pour l'affaire à travers tout le pays où les conclusions du rapport Warren sont loin de faire l'unanimité au sein de l'opinion publique et, plusieurs mois après la disparition de l'assassin de Lee Harvey Oswald, pour le mafieu Jack Ruby dont le procès n'a rien apporté.
Cette révélation publique trouble grandement l'enquête menée avec discrétion par l'attorney. En parallèle, la CIA et le FBI parviennent à infiltrer son équipe. Néanmoins, son entreprise reçoit le soutien de spécialistes de l'affaire comme l'avocat Mark Lane, un des tous premiers opposants à la version officielle et le chercheur et informaticien Richard E. Sprague qui se mettent au service de son équipe,.
Malgré le décès, le 22 février 1967, de son principal suspect de l'enquête, David Ferrie, retrouvé mort à son domicile et qui affaiblit son dossier d'accusation, Garrison ne lâche pas prise, notamment à la suite des révélations d'un autre témoin Perry Russo (1941-1995) qui indique avoir rencontré David Ferrie, Lee Harvey Oswald en compagnie de Clay Shaw.
Le 1er mars 1967, Garrison fait arrêter Clay Shaw, qui utilise le nom d'emprunt de Clay Bertrand. Né le 19 mars 1917, Clay Shaw, a travaillé pour la Wester Union Telegraph Company dans les années 1930 puis durant la Seconde Guerre Mondiale, pour l'Office of Strategic Services (OSS) agence de renseignements américaine et ancêtre de ce qui allait devenir la CIA en 1947. Il bénéficie de nombreuses relations avec l'aristocratie européenne. Homme d’affaires connu, originaire de La Nouvelle-Orléans, il est le directeur de l'International Trade Mart, spécialisé dans les expositions industrielles dans la région des Caraïbes et dont les relations avec Guy Banister et David Ferrie ont été établies par plusieurs témoignages distincts. Il était également membre du comité directeur du Centro Mondiale Commerciale entreprise installée à Rome en 1961 et qui fut expulsée par les autorités italiennes et suisse avec sa filiale Permindex en 1962 pour activités subversives.
Il l'accuse de complicité dans l'assassinat du président John Fitzgerald Kennedy et d'être membre de la CIA,,.
Le gouvernement des Etats-Unis réagit alors publiquement indiquant qu'aucune charge n'a jusque là été retenue contre Clay Shaw, information qui était ignorée de tous, son nom n'ayant fait l'objet d'aucune mention dans le rapport Warren, ni de convocation ou témoignage de sa part.

### Procès de Clay Shaw
Le procès de Clay Shaw est décidé par les juges le 14 Mars1967 au vu des éléments d'accusation apportés. Après des mois de batailles juridiques entre Shaw et le bureau de Garrison, la Cour suprême statue le 19 décembre 1967 que Shaw doit subir son procès qui s'ouvre le 29 janvier 1969.
Shaw est acquitté par un jury, le 1er mars de la même année. C'est un désaveu partiel pour le procureur Garrison. En effet, s'il échoue à convaincre le jury de la participation de Clay Shaw à l'attentat contre le président John Fitzgerald Kennedy, il parvient en revanche à convaincre le jury de l'existence d'une conspiration et ce au travers de plusieurs éléments factuels différents,,.
En effet, d'une part, Jim Garrison a exigé et obtenu par décision de justice du magazine Life le film Zapruder pour le projeter devant le jury, quatre fois le premier jour (dont deux au ralenti), et trois fois le lendemain, permettant au public du tribunal de prendre connaissance pour la première fois du film dans son intégralité. En effet, le film était resté depuis le 22 novembre 1963 dans le coffre de la parution qui en avait acheté les droits au cinéaste amateur Abraham Zapruder et qui n'avait jamais été diffusé ni dans la presse écrite et ni sur les chaînes de télévision américaines dans son intégralité,.
Elle permet notamment au public de prendre connaissance du mouvement de recul du président Kennedy lors du tir à la tête alors que, d'après la Commission Warren, Lee Harvey Oswald était situé derrière à plus de 80 mètres de distance et plusieurs dizaines de mètres de hauteur.
D'autre part, il fait également témoigner sous serment certains des praticiens en charge de l'autopsie du 22 novembre 1963 du corps du président au Bethesda Military Hospital. Le Lieutenant-Colonel Pierre Finck révéla à cette occasion que les autorités militaires ne leur avaient laissé ni l'accès aux vêtements du président, ni sonder en profondeur les plaies par balle, notamment la blessure à la gorge,,.
Il faut également noter que l'accès aux photos officielles d'autopsie que la Commission Warren n'avait pas pu consulter et l'accès à la limousine présidentielle, furent refusés par le gouvernement fédéral américain au professeur Nichols, pathologiste qui intervenait comme expert médical pour l'attorney,.

## Rapport avec les médias
Dès son enquête révélée sur l'assassinat du président Kennedy, Jim Garrison subit de nombreuses attaques de la part des médias comme le New York Times, le New York Post, Newsweek, Time magazine, ou du réseau télévisé NBC qui soutiennent la version officielle de la Commission Warren par choix de faire bloc après le drame, notamment lors de l'émission Carte Blanche de la chaîne NBC, intitulée : "l'affaire Jim Garrison".
Diffusée le 19 juin 1967, à cette occasion, des témoins contestent le travail d'investigation menée par l'équipe de l'attorney et l'accusent de manipulation et de mensonges. Toutefois, les personnes produites par le réseau NBC seront par la suite condamnées pour parjure et fausses déclarations devant la justice,.
Le mois suivant, et à la suite d'une réclamation de Jim Garrison adressée auprès de la commission fédérale de la Communication, cette dernière imposa à NBC de lui réserver un droit d'émission de 30 minutes d'antenne afin qu'il puisse répondre aux accusations portées à son encontre et présenter ses principaux arguments,.

## Prise de positions
Le journaliste français Léo Sauvage, lui-même opposant de la première heure au rapport de la Commission Warren, a jugé sévèrement l'enquête du procureur Garrison, l'accusant d'avoir fabriqué en 1973 des accusations contre un innocent, Clay Shaw et ce avant les travaux du HSCA et les révélations ultérieures, qui conforta de nombreux points découverts par l'attorney durant son enquête.
A l'inverse, il a bénéficié du soutien financier d'un groupe d'hommes d'affaires de la Nouvelle Orléans baptisé "Vérité ou conséquences". Le Cardinal Richard Cushing, confesseur de la famille Kennedy a déclaré "Ils doivent continuer (les investigateurs de la Nouvelle Orléans) .... je n'ai jamais cru que l'assassinat fut l'action d'un seul homme".
Son enquête a également attiré l'attention de Robert F. Kennedy qui en privé doutait des conclusions du rapport Warren. Il demanda à son attaché de presse Frank Makiewicz de suivre le déroulement de son enquête.
Le patron du syndicat des routiers, Jimmy Hoffa, qui avait longtemps souffert de la guerre contre le crime organisé menée par le frère du président assassiné, déclara peu de temps avant sa disparition en 1975 et jamais explicitée à ce jour, à son sujet :

« Jim Garrison's s smart man... goddamned smart attorney .... Anybody thinks he's a crook are crook themselves
(Jim Garrison est un homme intelligent ... un putain d'avocat intelligent ... Toute personne qui pense qu'il est un cave est un cave lui-même) »

## Evocations ultérieures

### Apports du HSCA
Les découvertes de l'enquête de Jim Garrison furent corroborées par le House Select Committee on Assassinations ou Comité d'Enquête Sénatoriale sur les assassinats de pasteur Martin Luther King en 1968 et du président John Fitzgerald Kennedy en 1963. Ce comité d'enquête parlementaire fut formé en 1976 sous la pression de l'opinion publique américaine à la suite de la grave et la profonde crise institutionnelle et démocratique du scandale du Watergate en 1973,.
Les révélations de la presse sur les agissements illégaux du président Richard Nixon furent renforcées par les résultats de l'enquête sénatoriale de la Commission Church de 1975 à 1976, qui révéla les agissements illégaux des services de renseignements américains sur le territoire des Etats-Unis. De plus, ce comité d'enquête parlementaire mit publiquement en lumière les manquements, les omissions et insuffisances des agences de renseignements et de protection, le FBI, le Secret Service et la CIA, alors inconnus du grand public durant l'enquête menée sur l'assassinat du 35e président des Etats-Unis en 1963,,.
Ces éléments, dans le contexte de défaite de la guerre du Vietnam et des révélations sur les Panama Papers, alertèrent l'opinion publique américaine sur les dysfonctionnements observés au sein des institutions des Etats-Unis, réclamant une nouvelle enquête. Au milieu des années 1970, 81 % des américains remettaient alors en cause la version officielle de la Commission Warren.
Reprenant l'ensemble des éléments à sa disposition, le HSCA a validé de nombreuses découvertes faites par Jim Garrison et son équipe et considéré comme crédible l'association entre David Ferrie et Lee Harvey Oswald. Il a également publié plusieurs témoignages indiquant la présence de l'ancien marine au sein du bureau de Guy Banister durant l'été 1963, période pendant laquelle Lee Harvey Oswald travaillait en tant que le seul membre de l'association pro-castriste de Fair Play For Cuba (FPFC),,,.
Le HSCA enquêta plus spécifiquement sur le contexte historique des opérations anti-castristes afin de déstabiliser le régime cubain menées par la CIA sur ordre de la Maison-Blanche à partir de 1960, et l'alliance avec les exilés cubains anti-castristes recrutés et formés par cette dernière avec le crime organisé pour mettre fin au régime de Fidel Castro,.
L'avènement du régime de Fidel Castro fut pour la mafia américaine en avril 1959, et malgré ses tentatives de se concilier les faveurs du nouveau régime, une perte considérable et catastrophique lors de la fermeture par les forces cubaines castristes de l'ensemble des casinos, lieux de prostitution et de trafics de drogue installés sur l'île de Cuba solidement établis sous le régime du dictateur Batista. Ce dernier était initialement protégé par les États-Unis, et ce, malgré son impopularité auprès de la population civile cubaine, au nom de la défense des intérêts économiques américains. En 1959, le montant annuel généré par les activités criminelles était estimé à 100 millions de dollars soit 900 millions rapportés en 2013,.
Le HSCA détermina que le changement progressif de politique menée par l'administration de John Fitzgerald Kennedy à l'égard de Cuba, d'abord avec l'échec de l’invasion de la Baie des Cochons en avril 1961 menée par la CIA de manière déficiente, puis plus profondément avec la crise des missiles d'octobre 1962, afin d'apaiser durablement les relations avec le régime cubain et d'ouvrir de nouvelles perspectives, avait contribué à braquer sinon à renforcer, au sein même des nombreux groupes d'opérations paramilitaires, la frange la plus radicale de cubains anti-castristes, d'agents américains des services du renseignement et des criminels de la mafia. Ces groupes continuèrent leurs opérations pour renverser le régime de Fidel Castro malgré les demandes d'arrêts formels de la Maison-Blanche pour faire respecter l'accord de neutralité à la suite de la crise des missiles.

### Déclarations complémentaires
En 1978, Victor Marchetti, ancien assistant du directeur de la CIA, dont le livre sur les anciennes activités de la centrale de renseignements fut en partie censuré à sa parution, déclara qu'en 1969, le directeur de l'agence Richard Helms (1966-1973) lui avait appris que Clay Shaw et David Ferrie avaient travaillé pour cette dernière. Cette déclaration fut confirmée sous serment par ce dernier en mai 1979,,.
Victor Marchetti a également déclaré avoir la conviction que David Ferrie avait travaillé pour la CIA en citant pour preuve le vent de panique qui souffla sur le quartier général de l'agence de renseignements à Langley en Virginie, lorsque le procureur Jim Garrison se mit à enquêter sur les activités de l'ancien pilote lors de son enquête sur l'assassinat de John Fitzgerald Kennedy. Il souligna également l'importance d'une interview accordée à True Magazine en 1975, à laquelle la CIA apporta son assistance à la défense juridique de Clay Shaw,.

## Ouvrage
En 1988, Jim Garrison publie son ouvrage On the trail of the assassins sur l'affaire de l'assassinat de John Fitzgerald Kennedy, lui permettant d'exposer son hypothèse, : la disparition du président John Fitzgerald Kennedy aurait été provoquée par une opération des membres des services de la communauté du renseignement des États-Unis. Il désigne plus spécifiquement la CIA et des éléments extra-gouvernementaux, et notamment le crime organisé américain et les cubains anti-castristes réfugiés aux Etats-Unis. En effet, ces derniers s'étaient alliés pour neutraliser définitivement le régime castriste de Fidel Castro sur l'île de Cuba, suivant les instructions données par le président Dwight Einsenhower en 1960,,.
Pour le procureur Garrison, cette association dont l'objectif était la disparition du régime castriste, rentra en interne en opposition avec la politique menée par John F. Kennedy à partir de 1961. D'une part, avec le grave échec de l'invasion de la Baie des Cochons en Avril 1961, une véritable humiliation et un très fort ressentiment se créèrent sein de la CIA et de la communauté cubaine anti-castriste contre la nouvelle présidence par l'absence de soutien militaire aérien pendant l'invasion, ligne qui avait pourtant été clairement définie par le président Kennedy, reprenant celle de son prédécesseur le président Dwight Eisenhower et ce, afin d'éviter une implication des Etats-Unis trop voyante dans l'opération,,.
Puis d'autre part, cette opposition s'intensifia durablement contre la politique d'apaisement menée à l'égard de Cuba par la présidence américaine à la suite de la grave crise internationale des missiles de Cuba d'octobre 1962 qui se traduisit par la fermeture par le FBI des camps d'entrainements des cubains anti-castristes dirigés par la CIA à partir de l'année 1963. Cette dernière avait alors fait mesurer aux dirigeants des deux puissances de l'époque, l'URSS et les États-Unis, les risques en pleine période de guerre froide d'une confrontation directe et notamment nucléaire. ,,.
L'assassinat de John Fitzgerald Kennedy aurait été pour le procureur Garrison un coup d'État, étouffé ensuite par les responsables politiques et les agences gouvernementales, notamment par le FBI dirigé J. Edgar Hoover qui dirigea l'enquête et en communiqua de manière filtrée les principaux éléments à la Commission Warren. L'objectif final de cette opération, selon le procureur Garrison, était d'empêcher une politique de détente en pleine période de guerre froide avec l'URSS et notamment le régime castriste de Cuba de s'instaurer durablement, projet mené secrètement par John Fitzgerald Kennedy. 
Le président avait pour objectif de tenter de normaliser les relations diplomatiques avec Cuba, en échange d'un non alignement sur l'URSS de la part du régime Cubain. Cette politique fut directement interrompue par sa disparition le 22 novembre 1963,,,,.

## Au cinéma
Le film JFK (1991) du réalisateur Oliver Stone retrace l'enquête de Garrison et son procès en se basant sur son livre,, On the trail of the assassins. Ironiquement, Jim Garrison accepta d'y apparaître en caméo, en y jouant le rôle de Earl Warren, qui présidait la commission d'enquête Warren ayant conclu en 1964 à la seule culpabilité de Lee Harvey Oswald dans l'assassinat du président Kennedy. Dans ce film, son propre rôle est interprété par l'acteur Kevin Costner.